# Селижаровка
Селижа́ровка — река на северо-западе европейской части Российской Федерации, в Тверской области, левый приток Волги. Селижаровка — один из первых больших волжских притоков.
Длина — 36 км, площадь бассейна — 2950 км², средний расход воды — 20 м³/с. Высота истока — 205 м над уровнем моря.
Крупнейшие притоки — Тихвина и Сижина (оба левые). Крупнейший населённый пункт на реке — посёлок Селижарово, центр Селижаровского района, в черте которого Селижаровка впадает в Волгу.
Вытекает из юго-восточного конца длинного и узкого Селижаровского плёса Селигера, около д. Нижние Котицы. В верхнем течении — река шириной 25—30 метров, с быстрым течением, камнями и небольшими перекатами в русле. Берега у реки высокие, одетые лесом.
Ниже по течению долина становится шире, течение ослабевает.
Волга в месте впадения Селижаровки — река шириной 30—40 метров, не намного больше самой Селижаровки.
Популярна у водных туристов и рыбаков. На берегах реки много домов отдыха и пансионатов.
На правом берегу Селижаровки в 1,3 км к западу от деревни Хилово находится курганная группа Хилово-1 (6 насыпей) XI—XII веков.